# Vision Zero
Vision Zero (deutsch Vision Null) bezeichnet verschiedene Ansätze, die das Ziel vereint, Unfälle und Verletzungen sowie Erkrankungen des Menschen zu verhindern.
Vision Zero hat seinen Ursprung im Arbeitsschutz, wurde Ende der 1990er Jahre in Schweden erstmals auf den Bereich des Straßenverkehrs angewendet und zu Beginn der 2000er Jahre in Deutschland als präventive Strategie in den gesetzlichen Arbeitsschutz übernommen. Im Zentrum aller Bestrebungen stehen Leben und Gesundheit des Menschen. Eine Grundannahme von Vision Zero ist, dass Menschen Fehler machen. Daher müssen Systeme so gestaltet werden, dass diese Fehler nicht zu lebensbedrohlichen Verletzungen oder Erkrankungen führen.

## Bereich der Arbeitssicherheit

### Maßnahmen und Konzepte
Seit 2008 integriert die Deutsche gesetzliche Unfallversicherung (DGUV) das Vision Zero-Konzept als Ziel in ihrer Präventionsstrategie: „Die Vision Zero ist die Vision einer Welt ohne Arbeitsunfälle und arbeitsbedingte Erkrankungen. Höchste Priorität hat dabei die Vermeidung tödlicher und schwerer Arbeitsunfälle und Berufskrankheiten. Eine umfassende Prävention hat die Vision Zero zum Ziel.“ Im Jahr 2017 hat die Internationale Vereinigung für soziale Sicherheit (IVSS) die Vision Zero Präventionsstrategie als globalen Ansatz übernommen.

### Verwirklichung
Im Jahr 2014 hat die Berufsgenossenschaft Rohstoffe und chemische Industrie (BG RCI) die Vision Zero als auf zehn Jahre ausgelegte Präventionsstrategie „Vision Zero. Null Unfälle – gesund arbeiten“ verabschiedet. Hieraus entstanden 7 Erfolgsfaktoren für die Verwirklichung der Vision Zero, die später als 7 Golden Rules auch international übernommen wurden. Die 7 Erfolgsfaktoren für die Vision Zero im Bereich der Arbeitssicherheit lauten:
- 1 Leben Sie Führung
- 2 Gefahr erkannt – Gefahr gebannt
- 3 Ziele definieren – Programm aufstellen
- 4 Gut organisiert – mit System
- 5 Maschinen, Technik, Anlagen – sicher und gesund
- 6 Wissen schafft Sicherheit
- 7 Motivieren durch Beteiligung

## Bereich der Verkehrssicherheit

### Maßnahmen und Konzepte

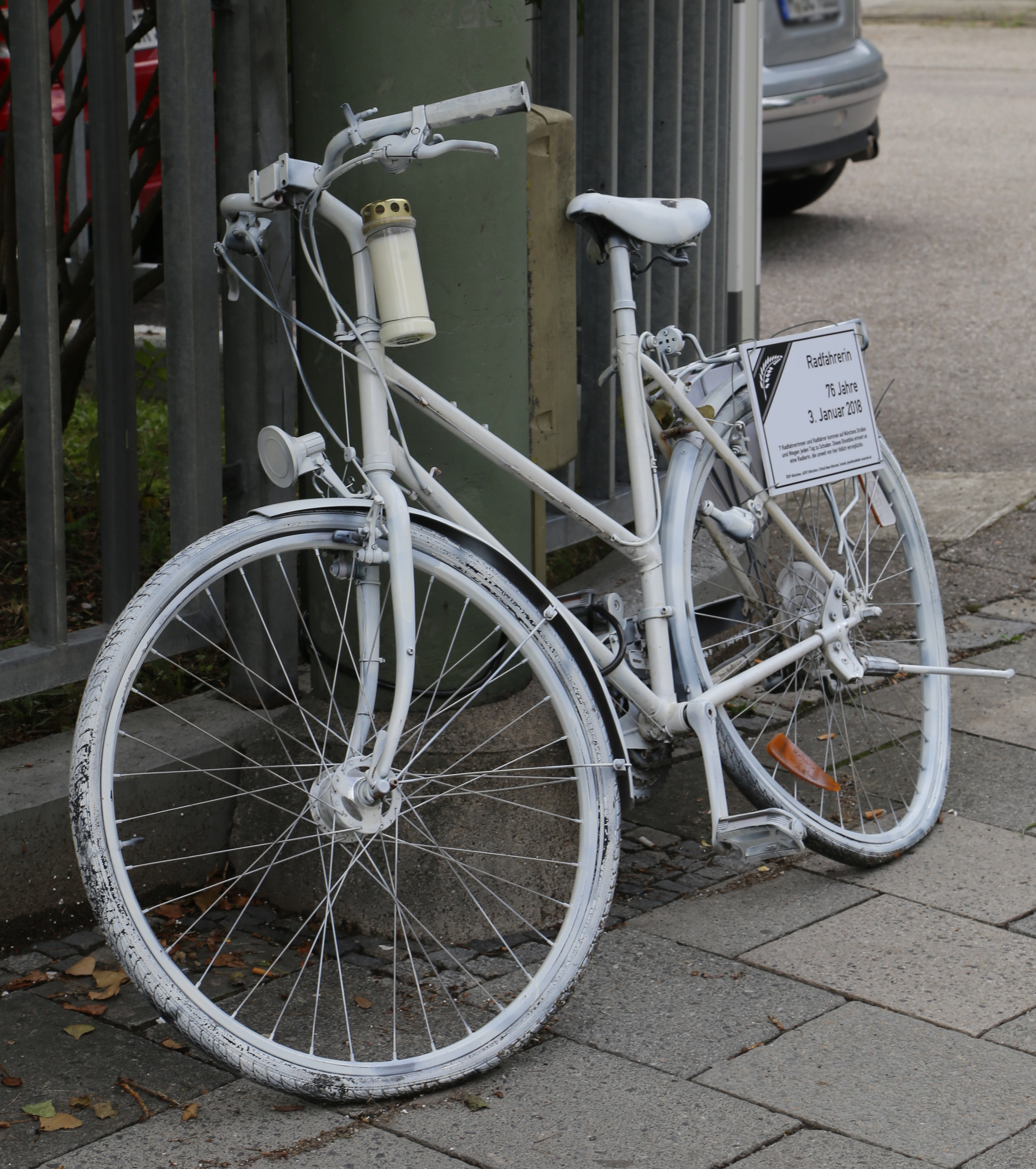
Geisterrad in München (2018) als Mahnmal

Ziel präventiver Maßnahmen im Bereich der Verkehrssicherheit ist es, Straßen und Verkehrsmittel so sicher zu gestalten, dass keine Verkehrstoten und Schwerverletzten mehr auftreten. Mit einer Optimierung der Verkehrssicherheit befasst sich die ISO 39001. Maßnahmen und Konzepte, die aus dem Vision-Zero-Konzept entwickelt wurden, sind:
- Generelle Geschwindigkeitsbegrenzungen auf Autobahnen, Schnellstraßen oder Landstraßen.
- Geschwindigkeitsbegrenzungen an gefährlichen Straßenabschnitten, generell nachts, bei Regen oder für Fahranfänger, unterstützt mit regelmäßigen Geschwindigkeitskontrollen.
- Ortseinfahrten werden mit Verschwenkungen der Fahrbahn versehen, um die Einfahrt mit überhöhter Geschwindigkeit zu verhindern.
- Kreuzungen werden durch Kreisverkehre ersetzt. Die Gefahr von Kreuzungen, die nicht beachtet werden, ist schon länger bekannt. Außerdem sind an regelgerecht gestalteten Kreisverkehren die gefahrenen Geschwindigkeiten geringer, so dass Unfallfolgen im Durchschnitt deutlich weniger schwer sind.
- Bushaltestellen werden verengt, um nur einstreifige Durchfahrt zu erlauben. So können Busaussteiger nicht von überholenden Autos erfasst werden.
- Fahrstreifen werden durch Barrieren ähnlich wie auf Autobahnen getrennt. Hierfür werden z. B. doppelte Stahlseile auf Pfosten genutzt. Dies konnte bei umgesetzten Projekten zu einer Reduktion der Unfälle um 90 % führen. Eine bauliche Trennung ist allerdings innerorts oder auf Straßen mit einem Fahrstreifen pro Richtung nur begrenzt möglich. Zudem muss sichergestellt werden, dass durch die bauliche Ausführung der Trennung kein zusätzliches Sicherheitsrisiko z. B. für Motorradfahrer entsteht.

Frühere Vision-Zero-Konzepte sahen auch vor, Fahrradwege von der Fahrbahn und vom Fußweg zu trennen. Die sichere Zusammenführung der Verkehrswege für Autos, Fahrrädern und Fußgängern an Knotenpunkten ist kompliziert. Um gleichzeitig eine effektive Nutzung des Fahrrads im innerstädtischen Nahverkehr zu erreichen, ist dies mit einem hohen baulichen Aufwand verbunden. Auf Grundlage entsprechender Unfalluntersuchungen beispielsweise in Deutschland, wird die starke räumliche Separation zwischen Kfz- und Fahrradverkehr im innerörtlichen Verkehr nicht mehr oder jedenfalls nicht immer als sicherheitsfördernd angesehen.

### Realisierung
Seit 1997 verfolgt die schwedische Regierung das Ziel, bis 2015 alle schwedischen Straßen nach diesem Prinzip zu gestalten. Alle neu gebauten Strecken werden nur nach dem Prinzip der Vision Zero gebaut und die alten Straßennetze werden aufgerüstet.
In Städten wie Helsinki wurde die "Vision Zero" durch systematische Abarbeitung von Maßnahmenpaketen wie insbesondere die flächenübergreifende Geschwindigkeitsreduzierung für Kfz, den physischen Umbau von Kreuzungen und den Ausbau des Nahverkehrs bereits für einzelne Jahre erreicht.
In Deutschland beschloss 2007 der Deutsche Verkehrssicherheitsrat Vision Zero zur Grundlage seiner Verkehrssicherheitsarbeit zu machen. Mit der Novelle der Verwaltungsvorschrift zur Straßenverkehrs-Ordnung (VwV-StVO) vom 8. November 2021 hat die "Vision Zero" Einzug in ebendiese Verwaltungsvorschrift erhalten: Seitdem schreibt der § 1 der VwV-StVO als verbindliche Vorgabe vor, die Vision Zero (keine Verkehrsunfälle mit Todesfolge oder schweren Personenschäden) zur „Grundlage aller verkehrlichen Maßnahmen“ zu machen.
Die Schweiz arbeitet an einer eigenen Umsetzung der Vision Zero. Die Projekte „Vesipo“ (eingestellt) und „Via sicura“ (aktuell) versuchen, Vision-Zero-Konzepte bei Minimierung von Kosten und Behinderung des Verkehrs zu erreichen.
Die Europäische Kommission hat als Ziel das Jahr 2050 angesetzt, an dem „nahezu niemand“ auf europäischen Straßen sterben wird.

### Netzwerke
In Europa und auch international hat sich die Vision einer vollständigen Vermeidung von Unfällen bei der Arbeit und im Verkehr etabliert. Es gibt inzwischen in vielen Ländern entsprechende Netzwerke und Foren. Neben Instituten beschäftigen sich in Deutschland auch eine Vielzahl an Vereine mit der Umsetzung der Vision Zero. So verfolgen die unterschiedlichen Vereine verschiedenste Maßnahmen zur Verkehrssicherheit, Verkehrserziehung und der baulichen Anpassung der Verkehrsinfrastruktur.
In Finnland startete das „Finnish Zero Accident Forum“ bereits im Jahr 2003 mit zunächst 30 beteiligten Unternehmen. Mittlerweile umfasst das in „Finnish Vision Zero Forum“ umbenannte Netzwerk über 400 Mitglieder.
In den Niederlanden gibt es seit 2012 das Forum „Zero Accidents Netwerk Nederland (ZAN)“.
Das Institut für Arbeitsschutz der Deutschen Gesetzlichen Unfallversicherung (IFA) hat 2013 das Zero Accident Forum für Deutschland gegründet – nach Vorbild des finnischen Netzwerks. Auch das deutsche Forum ist ein branchenübergreifendes Unternehmensnetzwerk mit dem Ziel, Arbeits- und Wegeunfälle zu verhindern. Im Vordergrund der gemeinsamen Aktivitäten stehen Erfahrungsaustausch und Vernetzung.
Zudem wurden vier Fokusgruppen zu folgenden Themen eingerichtet: verhaltensbezogene Maßnahmen und Sicherheitskultur, Mobilität und betriebliche Verkehrssicherheit, technische Maßnahmen und persönliche Schutzausrüstung, organisatorische Maßnahmen.